# Lechtaler Alpen
Die Lechtaler Alpen sind eine Gebirgsgruppe der Nördlichen Kalkalpen im westlichen Österreich, vor allem im Bundesland Tirol und, zu einem kleinen Teil, in Vorarlberg. Das Gebirge erreicht seinen höchsten Punkt in der Parseierspitze mit einer Höhe von 3036 m ü. A., dem einzigen Dreitausender der Nördlichen Kalkalpen. Durch Alpenvereinshütten, ein großes Wegenetz und mehrere Wintersportgebiete sind die Lechtaler Alpen für den Tourismus erschlossen. Im Süden befindet sich mit dem Skigebiet Ski Arlberg das größte Skigebiet Österreichs. Namengebend ist der Fluss Lech, der auf etwa 60 km Länge die Nordwestgrenze der Lechtaler Alpen bildet.

## Geographie

### Benachbarte Gebirgsgruppen
Die Lechtaler Alpen grenzen an die folgenden anderen Gebirgsgruppen der Alpen:
- Allgäuer Alpen (im Norden)
- Ammergauer Alpen (im Nordosten)
- Wettersteingebirge und Mieminger Kette (im Osten)
- Ötztaler Alpen (im Süden)
- Samnaungruppe (im Süden)
- Verwallgruppe (im Südwesten)
- Lechquellengebirge (im Westen)

### Umgrenzung
Die Umgrenzung der Lechtaler Alpen ist orographisch vergleichsweise einfach. Im Westen bildet der Flexenpass die Grenze zum Lechquellengebirge. Von dort verläuft sie entlang des Zürser Bachs über Zürs bis zur Einmündung in den Lech beim gleichnamigen Ort und den Lech entlang bis nach Reutte, weiter zu den Ammergauer Alpen durch Zwischentoren, ein langgestrecktes Tal mit einer nicht als Pass wahrnehmbaren Wasserscheide bis zum Ehrwalder Talkessel. Im Osten grenzt der Fernpass mit dem Gurgltal die Lechtaler Alpen zur Mieminger Kette ab. Im Süden verläuft die Grenze entlang des Inn von Imst bis Landeck und setzt sich mit dem Fluss Sanna bis zur Einmündung der Rosanna fort. Die Rosanna aufwärts verläuft die Grenze zum Verwall bis St. Anton am Arlberg und weiter zum Arlbergpass, von dort den Rauzbach abwärts bis Stuben und wieder aufwärts zum Flexenpass.
In einigen Karten und Atlanten wird die westlich des Flexenpasses gelegene Gebirgsgruppe zu den Lechtaler Alpen gerechnet. In der hier verwendeten AVE, der Alpenvereinseinteilung der Ostalpen durch den Deutschen, den Österreichischen und den Südtiroler Alpenverein wird diese Gebirgsgruppe jedoch eigenständig mit dem Namen Lechquellengebirge bezeichnet.

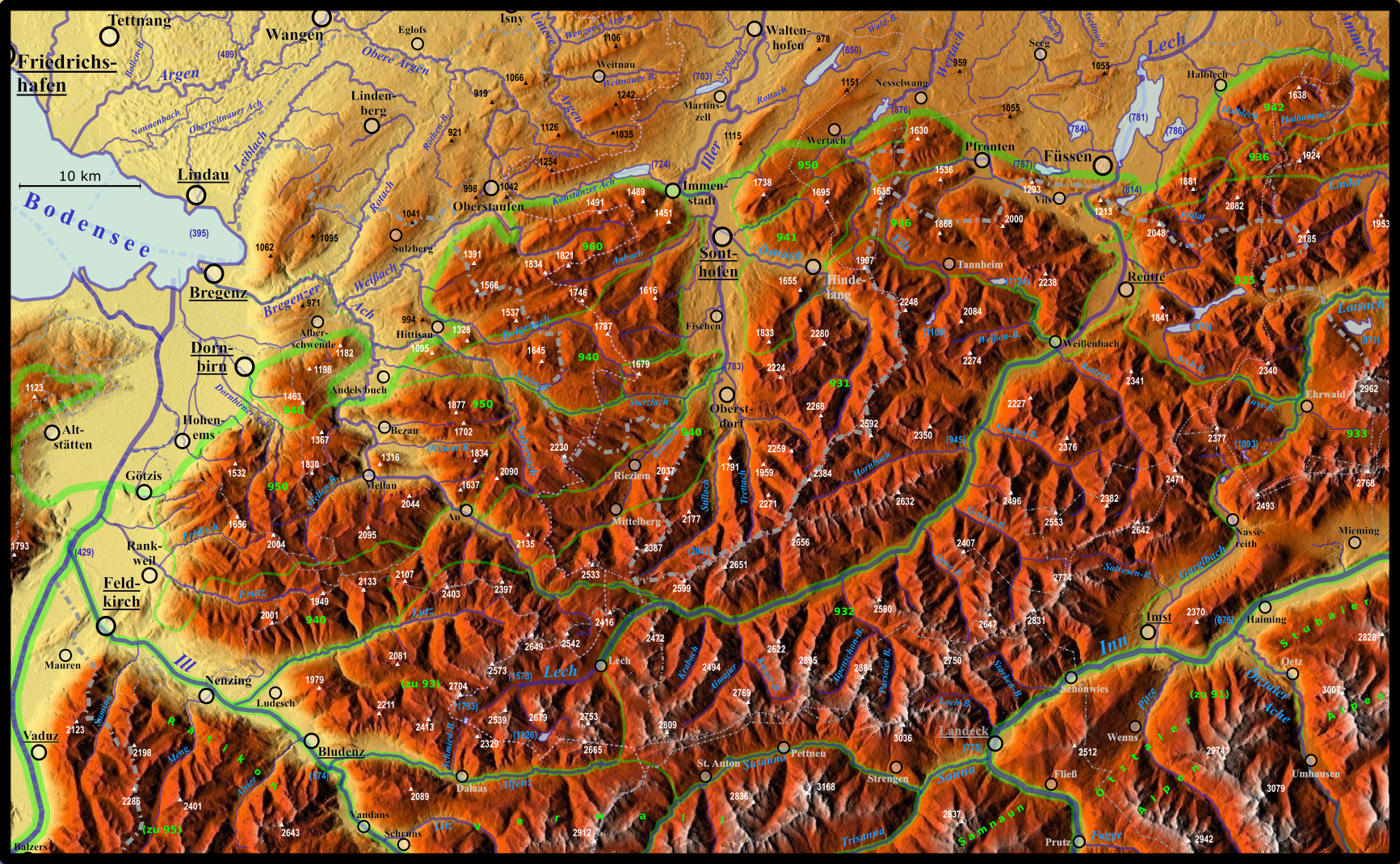
Relief der nordwestlichen Ostalpen mit den Lechtaler Alpen im Südosten nebst Haupt-Naturraumgrenzen und Berghöhen (Legende siehe Bildbeschreibungsseite)

### Untergruppen
Die älteren, vergriffenen Auflagen des Alpenvereinsführers Lechtaler Alpen nehmen eine vergleichsweise feingliedrige Unterteilung der Gebirgsgruppe in Untergruppen vor wie folgt:
- Vallugagruppe
- Stanskogelgruppe
- Feuerspitzgruppe
- Freispitzgruppe
- Parseiergruppe
- Medriol
- Torspitzgruppe
- Parzinn und Steinkar
- Lichtspitzgruppe
- Muttekopfgruppe
- Heiterwandgruppe
- Fallerscheingruppe
- Rudigergruppe
- Liegfeistgruppe
- Thanellergruppe
- Loreagruppe
- Gartnerwandgruppe

Viele der oben genannten Untergruppen werden noch weiter unterteilt.

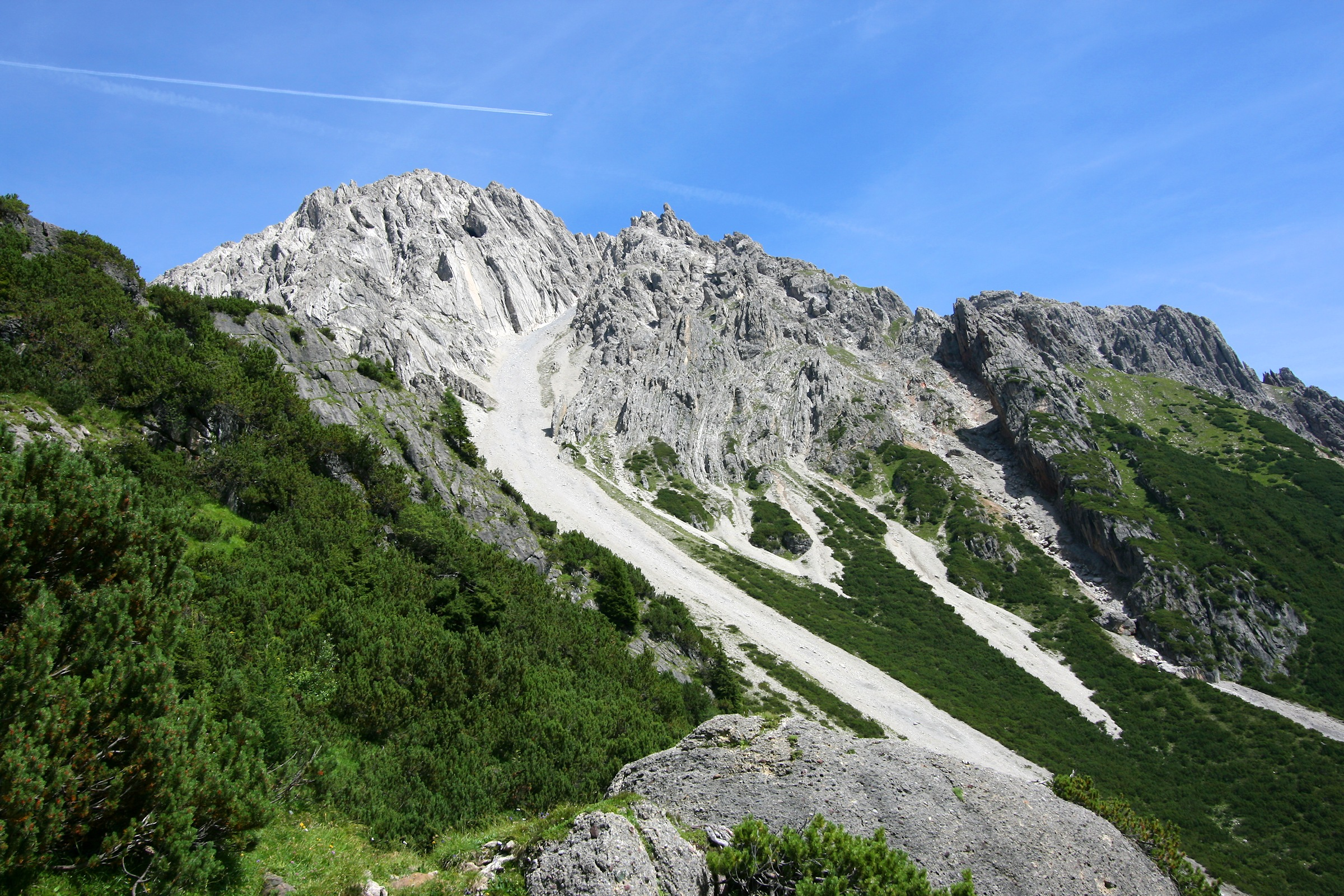
Hintere und Vordere Platteinspitze

Die aktuelle Auflage des Alpenvereinsführers Lechtaler Alpen alpin nimmt eine etwas gröbere Unterteilung vor wie folgt:
- Vallugagruppe und Nordkämme
- Wetterspitz- und Vallesingruppe
- Freispitzkamm
- Parseiergruppe
- Medriol, Rosskar- und Grießtalgruppe
- Muttekopfgruppe und Parzinn
- Namloser Berge und Heiterwand – zwischen Lech, Namlos und Hahntennjoch
- Liegfeistgruppe
- Thaneller und Loreagruppe

### Gipfel
In den Lechtaler Alpen gibt es über 600 benannte und mit Höhenkote versehene Gipfel. Die folgende sortierbare Tabelle listet die zehn höchsten und eine Auswahl weiterer Gipfel auf. In der Liste ist dabei nicht nur die Höhe eines Gipfels verzeichnet, sondern auch seine Schartenhöhe (Prominenz) mit Bezugsscharte und seine Dominanz mit Bezugsberg. Dies ermöglicht eine Abschätzung der Selbständigkeit eines Gipfels.
| Nr. | Name                     | Höhe (m) | Gruppe            | Schartenhöhe (m)                                | Dominanz (km)              |
| --- | ------------------------ | -------- | ----------------- | ----------------------------------------------- | -------------------------- |
| 1   | Parseierspitze           | 3.036    | Parseiergruppe    | 1.243 Arlberg                                   | 10,3 Hoher Riffler         |
| 2   | Dawinkopf                | 2.968    | Parseiergruppe    | 69                                              | 1,0 Parseierspitze         |
| 3   | Südlicher Schwarzer Kopf | 2.947    | Parseiergruppe    |                                                 | 0,2 Dawinkopf              |
| 4   | Gatschkopf               | 2.945    | Parseiergruppe    | 99 Patrolscharte                                | 0,8 Parseierspitze         |
| 5   | Bocksgartenspitze        | 2.941    | Parseiergruppe    | 42                                              | 0,4 Parseierspitze         |
| 6   | Holzgauer Wetterspitze   | 2.895    | Wetterspitzgruppe | 591 Alperschonjoch                              | 8,9 Parseierspitze         |
| 8   | Vorderseespitze          | 2.889    | Wetterspitzgruppe | 313 Stierlahnzugjoch                            | 2,4 Holzgauer Wetterspitze |
| 7   | Oberer Bocksgartenkopf   | 2.888    | Parseiergruppe    |                                                 | 0,4 Bocksgartenspitze      |
| 9   | Freispitze               | 2.884    | Freispitzkamm     | 283 Parseierscharte                             | 4,5 Holzgauer Wetterspitze |
| 10  | Eisenspitze              | 2.859    | Parseiergruppe    | 209 Dawinscharte                                | 1,9 Dawinkopf              |
|     | Feuerspitze              | 2.851    | Wetterspitzgruppe | 98 Fallenbacherjoch                             | 0,7 Holzgauer Wetterspitze |
|     | Große Schlenkerspitze    | 2.831    | Parzinn           | 445 Gufelgrasjoch                               | 12,4 Gatschkopf            |
|     | Valluga                  | 2.809    | Vallugagruppe     | 580 Almajurjoch                                 | 8,8 Vordere Rendlspitze    |
|     | Muttekopf                | 2.774    | Muttekopfgruppe   |                                                 | 3,3 Große Schlenkerspitze  |
|     | Vallesinspitze           | 2.769    | Vallesingruppe    | 469 Kaiserjoch                                  | 5,0 Vorderseespitze        |
|     | Stanskogel               | 2.757    | Vallesingruppe    | 146 Vallesinscharte                             | 0,9 Vallesinspitze         |
|     | Kleinbergspitze          | 2.756    | Parseiergruppe    |                                                 |                            |
|     | Leiterspitze             | 2.750    | Medriol           | 255 Großbergjoch                                | 5,5 Simeleskopf            |
|     | Roggspitze               | 2.747    | Vallugagruppe     | 246 Pazüeljoch                                  | 0,81 Valluga               |
|     | Dremelspitze             | 2.741    | Parzinn           | 303 Großkarscharte                              | 1,3 Kleine Schlenkerspitze |
|     | Fallenbacherspitze       | 2.723    | Wetterspitzgruppe | 165 Scharte zur Feuerspitze                     | 1,2 Feuerspitze            |
|     | Kogelseespitze           | 2.647    | Parzinn           | 272 Gufelseejoch                                | 2,7 Dremelspitze           |
|     | Heiterwand               | 2.642    | Heiterwand        | 745 Hahntennjoch                                | 6,1 Hintere Platteinspitze |
|     | Griestaler Spitze        | 2.622    | Wetterspitzgruppe |                                                 |                            |
|     | Ruitelspitze             | 2.580    | Medriol           |                                                 |                            |
|     | Namloser Wetterspitze    | 2.553    | Namloser Berge    | 721 Faselfeiljöchl                              | 3,9 Gabelspitze            |
|     | Mittlere Kreuzspitze     | 2.496    | Namloser Berge    | 456 Einschartung zwischen Ortkopf und Kreuzjoch | 4,0 Namloser Wetterspitze  |
|     | Schwarzer Kranz          | 2.494    | Valluga-Nordkämme |                                                 |                            |
|     | Hohe Rappenspitze        | 2.472    | Valluga-Nordkämme |                                                 |                            |
|     | Loreakopf                | 2.471    | Loreagruppe       | 907 Schweinsteinjoch                            | 5,2 Heiterwand             |
|     | Zirmebenjoch             | 2.407    | ?                 | 310 Sattele zwischen Gramais und Boden          |                            |
|     | Rudiger                  | 2.382    | Heiterwand        | um 330                                          |                            |
|     | Gartnerwand              | 2.377    | Loreagruppe       | 435 Bichlbacher Jöchle                          | 4,5 Tagweidkopf            |
|     | Knittelkarspitze         | 2.376    | Liegfeistgruppe   | 1.021 Kelmer Sattel                             | 5,6 Elmer Kreuzspitze      |
|     | Thaneller                | 2.341    | Thanellergruppe   | 993 Berwanger Sattel                            | 6,1 Roter Stein            |
|     | Grubigstein              | 2.283    | Loreagruppe       | 20 unbenannte Scharte                           | 0,1 Gartnerwand            |
|     | Schwarzhanskarspitze     | 2.227    | Liegfeistgruppe   |                                                 |                            |
|     | Galzig                   | 2.184    | Vallugagruppe     | 128 Arlensattel                                 | 1 Schindlerspitze          |

### Pässe und Übergänge
Außer den genannten Pässen, die die Lechtaler Alpen mit den Nachbargruppen verbinden, gibt es innerhalb der Lechtaler Alpen einen mit PKW befahrbaren Übergang:
- Hahntennjoch, 1894 m

Touristisch bedeutsame Übergänge sind u. a.
- Almajurjoch (2237 m, Standort der Leutkircher Hütte)
- Kaiserjoch (2310 m, Standort des Kaiserjochhauses)
- Flarschjoch (2464 m)
- Patrolscharte (2846 m, der höchste Übergang in den Lechtaler Alpen)
- Seescharte (2599 m, Übergang im Zuge des E5)
- Vordere und Hintere Dremelscharte (2434 m bzw. 2470 m)

## Geologie
Die Lechtaler Alpen sind ein Kettengebirge mit einem ausgeprägten Hauptkamm und reich verzweigten, langen Seitenkämmen. Die Längserstreckung ist etwa 70 km, die durchschnittliche Breite 20 km. Kennzeichnend ist ein vielfältiger, oft kleinräumig wechselnder Gesteinsaufbau überwiegend aus Sedimentgesteinen, der zu einem sehr abwechslungsreichen Landschaftsbild führt. Wichtigster Gipfelbildner ist der Hauptdolomit, der für oft brüchige, stark zergliederte und schuttreiche Berge sorgt (z. B. Dremelspitze, Leiterspitze, Vorderseespitze, Vallesinspitze). Ebenso bedeutend ist der Fleckenmergel mit gelblich-brüchigen Schuttbergen in größeren Höhen (z. B. an der Parseierspitze, Trittkopf, Freispitze) sowie blütenreichen, dichten grünen Matten in mittleren Höhen. Für scharfe Grate sorgt der Aptychenkalk (Gipfelhaube der Parseierspitze, Roggspitze). Einen sehr harten, hellen Kalk mit besten Klettermöglichkeiten bietet der Oberrhätkalk (z. B. Holzgauer Wetterspitze, Freispitze). Der Wettersteinkalk bildet die lange Mauer der Heiterwand und zeichnet sich durch ein kompaktes, wenig zergliedertes Erscheinen mit eindrucksvollen Felswänden aus. Eine Besonderheit sind die Gosauschichten im Muttekopfgebiet, die durch ungewöhnlich bunte Konglomerate, Brekzien und Sandsteine auffallen. Neben den Sedimentgesteinen kommen jedoch am südlichen Rand auch metamorphe Gesteine vor, etwa nördlich von St. Anton am Arlberg am Galzig oder am Südabfall der Parseierspitze ab der Dawinalm talabwärts trifft man auf Glimmerschiefer, das typische Gestein der Zentralalpen.

## Naturschutz
Im Tiroler Teil der Lechtaler Alpen gibt es die folgenden Schutzgebiete:
- Naturschutzgebiet Ehrwalder Becken bei Ehrwald
- Naturschutzgebiet Antelsberg bei Tarrenz
- Sonderschutzgebiet Silzer Innau bei Silz
- Ruhegebiet Muttekopf
- Naturpark Tiroler Lech, auch Naturschutzgebiet

Im (kleinen) Vorarlberger Teil der Lechtaler Alpen gibt es zurzeit keine Schutzgebiete.

## Tourismus

### Alpenvereinshütten
In den Lechtaler Alpen gibt es die folgenden Hütten des Deutschen und Österreichischen Alpenvereins:
- Anhalter Hütte (in der Nähe des Hahntennjoch)
- Ansbacher Hütte (bei Flirsch)
- Augsburger Biwak (im Verlauf des Augsburger Höhenwegs)
- Augsburger Hütte (bei Grins)
- Edelweißhaus (bei Steeg)
- Hanauer Hütte (bei Boden)
- Heiterwandhütte (bei Imst)
- Kaiserjochhaus (bei Pettneu)
- Leutkircher Hütte (bei St. Jakob)
- Loreahütte (in der Nähe des Fernpass)
- Memminger Hütte (bei Bach)
- Muttekopfhütte (bei Imst)
- Reuttener Hütte (bei Rinnen)
- Simmshütte (bei Stockach)
- Steinseehütte (bei Zams)
- Stuttgarter Hütte (bei Zürs)
- Ulmer Hütte (bei St. Christoph)
- Wolfratshauser Hütte (bei Lermoos)
- Württemberger Haus (bei Zams)

Die Hütten sind im Allgemeinen von Anfang Juli bis Mitte September eines Jahres geöffnet. Die Mehrzahl der Hütten bietet auch Verpflegung an. Es ist ratsam, sich vor einem Hüttenbesuch bei den Alpenvereinen oder in den Talorten zu erkundigen.

### Fern- / Weitwanderwege
Der europäische Fernwanderweg E5 durchquert die Lechtaler Alpen ungefähr in ihrer Mitte in Nord-Süd-Richtung. Aus den Allgäuer Alpen kommend erreicht der E5 bei Holzgau das Lechtal. Dem Lechtal geht es lechabwärts entlang bis nach Bach. Dort beginnt der Anstieg zum Hauptkamm der Lechtaler Alpen. Zunächst geht es durch das Madautal nach Madau und weiter bis zur Memminger Hütte. Von dort setzt sich der Anstieg bis zur Seescharte im Hauptkamm fort. Bei der Seescharte erreicht der E5 mit 2.599 m seine größte Höhe in den Lechtaler Alpen. Von dort beginnt der Abstieg 1.800 Höhenmeter hinab ins Inntal über das Zammerloch (fälschlicherweise wird dieses Tal oftmals als Lochbachtal bezeichnet).
Das Inntal wird bei Zams erreicht. Von Zams ist es nicht mehr weit innaufwärts bis nach Landeck.
Der Nordalpenweg (Österreichischer Weitwanderweg 01) durchquert die Lechtaler Alpen der Länge nach. Die Durchquerung der Lechtaler Alpen in ost-westlicher (oder umgekehrter) Richtung wird allgemein auch Lechtaler Höhenweg genannt. Die alpine Variante des europäischen Fernwanderwegs E4 ist im Bereich der Lechtaler Alpen identisch mit dem Lechtaler Höhenweg.
- Die Teilstrecke 16 des Weitwanderwegs verläuft durch die Lechtaler Alpen wie folgt: Ehrwald, Lermoos, Fernpass, Schloss Fernstein, Loreahütte, Hintere Tarrentonalm, Anhalter Hütte, Hahntennjoch, Boden, Hanauer Hütte, Steinseehütte, Württemberger Haus, Memminger Hütte, Ansbacher Hütte, Kaiserjochhaus, Leutkircher Hütte, Ulmer Hütte, Stuttgarter Hütte, Zürs.

Der Augsburger Höhenweg und der Spiehlerweg sind als anspruchsvolle Höhenwege bekannt. Beide bilden eine Variante des oben beschriebenen Nordalpenwegs zwischen Memminger- und Ansbacher Hütte.
Die Via Alpina, ein grenzüberschreitender Weitwanderweg mit fünf Teilwegen durch die ganzen Alpen, verläuft auch durch die Lechtaler Alpen.
Der Rote Weg der Via Alpina verläuft mit zwei Etappen durch die Lechtaler Alpen wie folgt:
- Etappe R47 von der Coburger Hütte zur Wolfratshauser Hütte. Die erste Hälfte dieser Etappe befindet sich in der Mieminger Kette, erst ab dem Ort Biberwier werden die Lechtaler Alpen betreten.
- Etappe R48 von der Wolfratshauser Hütte nach Weißenbach am Lech

Der Gelbe Weg der Via Alpina verläuft mit zwei Etappen durch die Lechtaler Alpen wie folgt:
- Etappe B37 von Zams am Inn zur Memminger Hütte über die Seescharte
- Etappe B38 von der Memminger Hütte nach Holzgau im Lechtal über Madau

Der Verlauf des Gelben Wegs der Via Alpina in den Lechtaler Alpen entspricht dem Verlauf des E5 in der umgekehrten Richtung.

### Klettersteige
In den Lechtaler Alpen gibt es die folgenden Klettersteige:
- Arlberger Klettersteig bei Sankt Anton a. A.
- Klettersteig auf die Steinkarspitze bei der Steinseehütte
- Imster Klettersteig
- Steig auf die Vordere Platteinspitze bei Imst
- Klettersteig auf die Reichspitze bei der Hanauer Hütte

In der Nähe der Steinseehütte gibt es einige Klettergärten.

### Skitourismus
In den Lechtaler Alpen sind große Skigebiete aufgrund des steilen und felsigen Charakters selten. Eine bedeutende Ausnahme bildet das Arlberggebiet um die Wintersportorte St. Anton und Zürs an den westlichen Ausläufern des Gebirgszuges.